# Senna urmenetae
Senna urmenetae là một loài thực vật có hoa trong họ Đậu. Loài này được (Phil.) H.S.Irwin & Barneby miêu tả khoa học đầu tiên.